# Begonia taipeiensis
Begonia taipeiensis là một loài thực vật có hoa trong họ Thu hải đường. Loài này được C.I.Peng mô tả khoa học đầu tiên năm 2000.